# نيلا دي سان ميغيل
بلدية نيلا دي سان ميغيل (بالإسبانية: Neila de San Miguel) هي بلدية تقع في مقاطعة آبلة التابعة لمنطقة قشتالة وليون وسط إسبانيا.

## الديموغرافيا
بلغ عدد سكان بلدية نيلا دي سان ميغيل 87 نسمة عام 2011 (وفقاً للمعهد الوطني للإحصاء الإسباني).
| 135 | 125 | 113 | 100 | 93 | 93 | 87 |